# Ksar Chellala
Ksar Chellala (em árabe: قصر الشلالة) é uma comuna localizada na província de Tiaret, Argélia. Sua população estimada em 2008 era de 52 753 habitantes.